# Chrysosporium medium
Chrysosporium medium är en svampart som beskrevs av Skou 1992. Chrysosporium medium ingår i släktet Chrysosporium och familjen Onygenaceae.  Utöver nominatformen finns också underarten spissescens.